# Gunvald
Gunvald är ett mansnamn som kommer från gunnr (strid) och valdr (härskare). Namsdag var den 3 mars 1986–1992.

## Personer med namnet
- Gunvald Berger
- Gunvald Håkanson, svensk författare

## Fiktiva figurer
- Gunvald Larsson, fiktiv polis i Martin Beck